# Habis al-Madżali
Habis al-Madżali (ur. 1914, zm. 22 marca 2001) – jordański wojskowy, marszałek polny, szef Sztabu Generalnego Jordańskich Sił Zbrojnych (1958–1975), minister obrony Jordanii w latach 1967–1968.

## Młodość
Urodził się we wsi Ma’an położonej w południowej części Królestwa Transjordanii.

## Kariera wojskowa
W 1932 wstąpił do Legionu Arabskiego i był pod bardzo silnym wrażeniem generała John Bagot Glubba. Pomimo nabycia nowoczesnych umiejętności wojskowych, nigdy nie zapominał o swoim beduińskim pochodzeniu i pielęgnował sztukę jeżdżenia na wielbłądach. Bardzo szybko zyskał dużą popularność wśród arabskich żołnierzy, którzy nazywali go Habis Pasza.
Swój chrzest bojowy przeszedł podczas I wojny izraelsko-arabskiej w trakcie bitew o Latrun. Po wojnie okrzyknięto go bohaterem. Przez następne trzy lata służył w prywatnej eskorcie króla Abd Allaha I. W dniu 20 lipca 1951, gdy Abd Allah został zamordowany po wyjściu z meczetu Al-Aksa w Jerozolimie, właśnie al-Madżali rozpoczynał tego dnia piątkową modlitwę; stało się to jego osobistą tragedią. Od tego momentu z dużą nieufnością podchodził do palestyńskich Arabów, gdyż zabójca, Mustafa Szukri Aszu, był Palestyńczykiem. W marcu 1956 al-Madżali objął dowództwo nad Legionem Arabskim.
W latach 1958–1975 pełnił obowiązki szefa Sztabu Generalnego Jordańskich Sił Zbrojnych. Stłumił naserystowskie zamieszki w 1957, zaś w 1960 brał udział w przywracaniu porządku po zabójstwie premiera Hazzy al-Madżalego (który był jego kuzynem) przez agentów syryjskich. W przeddzień wybuchu wojny sześciodniowej został zmuszony oddać dowództwo do Egiptu. Po wojnie wyraził swoją irytację nadchodzącymi do niego sprzecznymi rozkazami, w wyniku których, jak twierdził, Jordania utraciła Zachodni Brzeg ze Wschodnią Jerozolimą. Podał się wówczas do dymisji, jednak przez kolejny rok pełnił urząd ministra obrony Jordanii.
We wrześniu 1970 palestyńscy terroryści wysadzili cztery międzynarodowe samoloty pasażerskie w pobliżu głównej kwatery jordańskiej armii w Zarka. Król Husajn I ogłosił wówczas stan wojenny i ponownie powołał Habisa al-Madżalego na głównodowodzącego armią, rozkazując mu zdławić palestyński bunt (Czarny Wrzesień). W ciągu dziesięciu dni starć zginęło 3,5 tys. osób po obu stronach. Do lipca 1971 siły Organizacji Wyzwolenia Palestyny zostały usunięte z Jordanii do Libanu.
W 1981 zakończył służbę wojskową.

## Po odejściu z armii
Po odejściu z armii zamieszkał w mieście Karak i pracował jako minister w rządzie. W roku 2001 zmarł.